# Pantonyssus bitinctus
Pantonyssus bitinctus är en skalbaggsart som beskrevs av Pierre-Émile Gounelle 1909. Pantonyssus bitinctus ingår i släktet Pantonyssus och familjen långhorningar.
Artens utbredningsområde är Panama. Inga underarter finns listade i Catalogue of Life.